# 扁桃仁奶

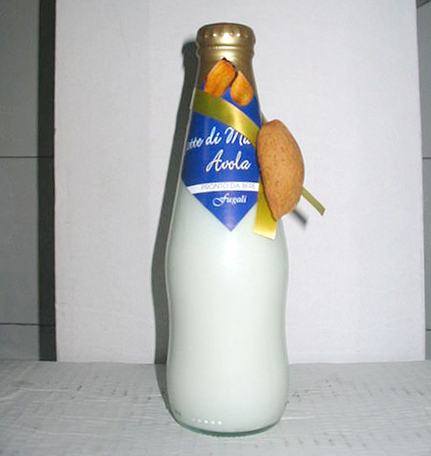
一瓶意大利扁桃仁奶。

扁桃仁奶（英語：almond milk），也叫扁桃仁露、扁桃漿，是由扁桃仁製成的植物奶。帶有奶油般的質地和堅果味。因不含膽固醇及乳糖所以經常為乳糖不耐症者及不想使用乳製品者所採用。傳統上為大部分環地中海地區的飲品。
扁桃仁奶在美國的銷售量於2013年超越豆漿，並且在2014年5月佔有美國植物奶的三分之二市場。2015年在紐約一件訴訟案控訴兩家扁桃仁奶製造商宣稱他們上市產品實際上的扁桃仁含量出奇的少。同樣的爆紅現象，也發生在其他本來不產扁桃仁的國家，例如扁桃仁奶在在英國的銷售量從2011年的3千6百萬公升上升到2013年的9千2百萬公升。
扁桃仁奶在中文地區裡常被誤稱作杏仁奶(英語：Apricot kernel milk)，這源自於現代中文裡將扁桃仁誤稱為杏仁，實際上扁桃仁與杏仁是完全不同的兩種植物果核，扁桃(英語：Almond)為薔薇科 李屬 扁桃種，杏(英語：Apricot)為薔薇科 李屬 杏種，在古代中文裡也是完全區分的兩種植物稱呼，原本只有杏的果核仁被稱作杏仁，但現代中文裡連扁桃的果核仁也同樣被稱作杏仁或杏仁果，這兩個完全不同的植物果核卻擁有相同稱呼，很明顯就是一種誤稱，這個誤稱流傳得非常廣泛且難以更正，而導致扁桃仁奶也被誤稱作杏仁奶或杏仁果奶，真正用杏仁製作的植物奶則維持原稱作杏仁茶。此狀況造成中文使用者時常把杏仁奶(商品名，實際內容物為扁桃仁奶)和杏仁茶兩者混淆，誤以為兩者都同樣是杏仁製作的植物奶飲品，但實際飲用後會發現風味差異很大，因為杏仁茶喝起來有一股叫做「杏仁味」的風味，是一種類似氰化物的氣味，而扁桃仁奶則感受不太到這種「杏仁味」。
這種把扁桃仁奶與杏仁奶混淆的狀況，只存在於中文使用者之間，其他語言沒有把兩者混淆的狀況。
由於現今中國官方已立法規定中國市場上的扁桃仁只能標註為「扁桃仁」、「扁桃核」、「巴旦木」不能標註「杏仁」，像是中國星巴克就曾因把「扁桃仁」標示為「杏仁」，而陷入「假杏仁」爭議，當時中國星巴克就將原本的「杏仁」品項，陸續改為「扁桃仁」，後來的新品也曾以「巴旦木仁植物奶」來做宣傳 。
目前中國大陸以外的中文地區，尚未制訂「扁桃仁製品」相關的食品標示規範，所以這些地區的市場上，「扁桃仁奶」還是以標示「杏仁奶」為主，無法單純從標示去區分是使用扁桃仁還是杏仁所製成的植物奶，仍維持將「扁桃仁奶」誤稱為「杏仁奶」的狀況。

## 简介
将扁桃仁加入清水磨碎即可制成扁桃仁奶。扁桃仁奶可作为牛奶的替代品，一般认为其不含胆固醇和乳糖，但是鈣質與元素卻相當豐富，有益于健康。

## 历史
在中世纪，扁桃仁奶在穆斯林世界和基督教世界都很流行。取自堅果(純植物)所以很適合在大齋期期間食用。扁桃仁奶也是当时厨房中的主食之一，因为它可以保存較長而不像牛奶那样容易变质。

## 商業
直到2000年初期扁桃仁奶在美國還只維持在健康食品類微小的格局。之後它的普遍性才開始增加，單單在2011年扁桃仁奶的銷售量增加79%。至於地中海沿岸販賣的扁桃仁奶，則已經有相當悠久的銷售經歷，在義大利的西西里島、普利亞大區、卡拉布里亞大區和坎帕尼亞大區，扁桃仁奶是一種被保護的傳統農業產品。

## 營養
|                     | 調整牛奶 （全脂，添加維他命D） | 健身豆漿 （不添加糖； 添加鈣質、維他命A和D） | 扁桃仁奶 （不添加糖） |
| ------------------- | ------------------------------ | -------------------------------------------- | --------------------- |
| 卡路里（杯，243克） | 149                            | 80                                           | 40                    |
| 蛋白（克）          | 7.69                           | 6.95                                         | 1                     |
| 脂肪（克）          | 7.93                           | 3.91                                         | 2.5                   |
| 飽和脂肪（克）      | 4.55                           | 0.5                                          | 0                     |
| 醣類（克）          | 11.71                          | 4.23                                         | 2                     |
| 纖維（克）          | 0                              | 1.2                                          | 1                     |
| 糖（克）            | 12.32                          | 1                                            | 0                     |
| 鈣質（毫克）        | 276                            | 301                                          | 450                   |
| 鉀（毫克）          | 322                            | 292                                          | 170                   |
| 鈉（毫克）          | 105                            | 90                                           | 180                   |
| 維他命B12（微克）   | 1.10                           | 2.70                                         | 不適用                |
| 維他命A（國際單位） | 395                            | 503                                          | 不適用                |
| 維他命D（國際單位） | 124                            | 119                                          | 不適用                |
| 膽固醇（毫克）      | 24                             | 0                                            | 0                     |

## 生產
現代家庭自製扁桃仁奶的基本方式是將扁桃仁和水放入攪拌機攪拌，然後用過濾器或粗紗布擠壓扁桃仁渣。扁桃仁奶也可以由扁桃仁醬加水而成。

## 持續性
美國扁桃仁的主要生產地加州因為最近的乾旱問題面臨著無法持續不斷生產扁桃仁的困境。光是生產一粒扁桃仁所需的水量便很可觀，研究顯示生長一粒完全的扁桃仁至少需要約1.1加侖的水。

## 外部連結
- Almond Milk recipe from the Viandier by Taillevent （页面存档备份，存于）
- Almond History （页面存档备份，存于）

1. ↑  . 新華社. 2012-11-29. （原始内容存档于2019-08-04）.
2. ↑  此風味來自苦杏仁苷，又稱扁桃苷，是一種氰苷，薔薇科植物果核(像是蘋果、桃子、櫻桃、梅子等)或多或少都含有苦杏仁苷。杏有分為苦杏與甜杏兩大品種，所取用的果核就稱作苦杏仁與甜杏仁，苦杏仁的苦杏仁苷含量約1~3%，甜杏仁的苦杏仁苷含量約0.1%，苦杏仁用越多，氰化物的氣味就越濃。
3. ↑  扁桃仁奶只用甜扁桃仁，甜扁桃仁的苦杏仁苷含量很微弱只有0.05%，比甜杏仁的苦杏仁苷含量都還要低。
4. ↑  杨滨. . 北晚新视觉. 北京晚报. 2015-09-24  [2019-08-04]. （原始内容存档于2019-08-04）.
5. ↑  成都商报记者 贺华玲 实习生 熊玥伽. . 成都商报. 2012-12-21 03:59  [2024-03-13]. （原始内容存档于2024-03-13）.
6. ↑  . 西宁晚报. 2023-04-07 01:26  [2024-03-13]. （原始内容存档于2024-03-13）.